# Петсі Клайн
Вірджинія Патерсон Генслі, відома як Петсі Клайн (англ. Patsy Cline; 8 вересня 1932 — 5 березня 1963) — американська співачка. Вважається однією з найвпливовіших вокалісток ХХ століття. Одна з перших виконавиць кантрі, яка перейшла в поп-музику.

## Життєпис

### Ранні роки
Вірджинія Патерсон Генслі народилась 8 вересня 1932 року у Вінчестері, Вірджинія, в сім'ї Гільди Патерсон та Семюела Генслі. Її матері на той момент було 16 років, а її батьку — 43 роки. Вірджинія народилась через 9 днів після весілля батьків. Дівчинку у сім'ї називали Джинні. У грудні 1932 року батько знайшов роботу коваля у Вашингтоні, і переїхав туди. Джинні з матір'ю жили на фермі його батьків поблизу міста Елктон, Вірджинія. Її мати займалась фермерством та риболовлею і часто їздила до Елктона продавати яйця та рибу. У житлі Джинні Генслі не було електрики, водопроводу, телефону та радіо.
У 1934 році Джинні з матір'ю переїхали до Елктона, де возз'єднались із батьком, який знайшов роботу у місті. У 1936 році сім'я переїхала до міста Гроттос, Вірджинія, у зв'язку з його роботою. У 1937 році родина переїхала до Лексінгтону, Вірджинія, де батько отримав роботу в Університеті Вашинтона та Лі. У Лексингтоні у них був перший будинок із сучасними зручностями. У 1939 році у Джинні народився брат — Сем-молодший. Саме у Лексінгтоні Джинні зацікавилась музикою, і у 1940 році батьки подарували їй піаніно на її сьомий день народження. У 1941 році батько Джинні знов поїхав на заробітки до Вашингтону, а вона з матір'ю переїхала до Вінчестера, щоб бути ближче до бабусі по материнській лінії. У Вінчестері Джинні відвідувала Школу імені Джона Гендлі, а також іноді співала разом із матір'ю у церковному хорі.
У 1943 році Джинні з матір'ю переїжджає до Портсмуту, Вірджинія, де на той час працював батько. Того ж року в сім'ї народилась третя дитина — Сільвія. У 1945 році Генслі переїхали до долини Шенандоа. Вони оселились в Едінбурзі, Вірджинія, де батько отримав роботу електрика. Однак вже на початку 1946 року вони переїхали до на ферму Міддлтауна, Вірджинія, ближче до родичів Джинні по материнській лінії. У тому ж році родині знову довелось переїхати у зв'язку із роботою батька спочатку до невеликого селища Раунд-Гілл, а потім — до околиць селища Гор. Коли Джинні було 13 років, вона перенесла серйозну інфекцію горла, через що потрапила до лікарні, а після одужання виявила, що її голос значно змінився: став глибшим і голоснішим.

### Початок співочої кар'єри

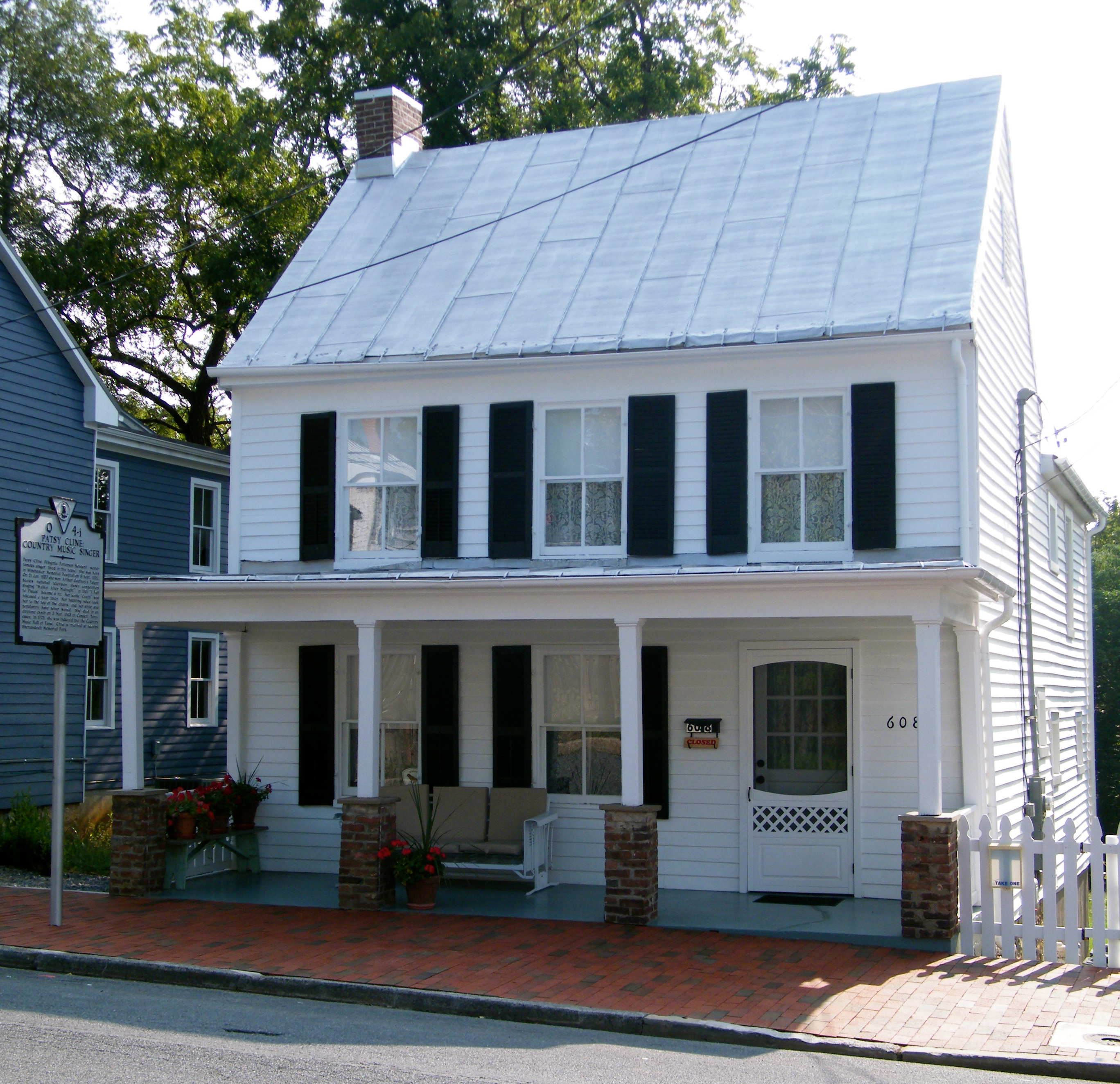
Будинок, в якому жила Петсі Клайн з 16 до 21 року. Вінчестер, Вірджинія

У віці 14 років Джинні Генслі прийшла на місцеву радіостанцію, на якій грав музику гурт Melody Playboys, і пройшла прослуховування у лідера групи. Вона йому сподобалась, і с тих пір регулярно виступала з гуртом на місцевій радіостанції. У 1948 році родина переїхала до Вінчестеру, Вірджинія, але вже без батька. Пізніше Джинні зізнавалась друзям, що з 11-річного віку, батько розтлівав її. ЇЇ матір підтвердила це екранізатору фільму «Солодкі мрії» Бернарду Шварцу.
Мати забезпечувала дітей їжею з городу, а також підробляла швачкою. Через часті переїзди Джинні постійно змінювала школи: перший клас вона закінчила в Елктоні, другий та третій — у Лексінгтоні, четвертий — у Вінчестері, п'ятий — у Едінбурзі, шостий — у Портсмуті, сьомий — у Міддлтауні, восьмий — у Горі, дев'ятий — у Вінчестері.
У віці 16 років Джинні починає працювати, щоб підтримати сім'ю. Зокрема, деякий час вона також працювала на птахофабриці, а потім офіціанткою та продавчинею газованої води. У цей же час Джинні починає співати вечорами у клубі Melody Lane у Мартінсбурзі, Західна Вірджинія, куди її після роботи відвозила матір. У Джинні зав'язались стосунки із одруженим музикантом Вільямом Рінкером на прізвисько Джамбо, який грав у тому ж клубі. У цей же час вона починає брати участь у різних конкурсах талантів: у 1948 році в аматорському конкурсі талантів у Вінчестері та виграла приз; у тому ж році вона брала участь у конкурсі для національного шоу Original Amateur Hour. Крім того, у тому ж році Джинні отримала пропозицію співати у складі гурту у місцевому нічному клубі.
У 1948 році до Вінчестера із концертом приїхав співак та музикальний продюсер Воллі Фаулер. Джинні вмовила його прослухати її, і він сказав матері Джинні, щоб вона привезла її до Нашвіллу, Теннессі, на прослуховування для американської радіопрограми в стилі кантрі «Гранд ол опрі». У день прослуховування Джинні заспівала в ефірі «Гранд ол опрі». Після повернення до Вінчестеру Джинні приєдналась до місцевого музичного гурту Metronomes, в якому була солісткою протягом чотирьох місяців. Вона продовжувала співати у нічних клубах, а також на приватних вечірках, та брати участь у аматорських конкурсах талантів. У 1951 році Джинні стала постійною виконавицею у вінчестерському клубі Rainbow Inn, а також продовжувала співати у інших клубах та майданчиках.

### Кар'єрний зліт (1952—1960)

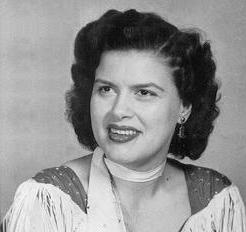
Петсі Клайн у 1957 році

У 1952 році Джинні Генслі починає виступати із гуртом музиканта Біла Піра, який жив у Чарлз-Тауні, Західна Вірджинія, та вечорами виступав у клубах та концертних залах, а в день працював продавцем автомобілів. Саме з цього періоду Джинні починає виступати під псевдонімом Петсі, який є похідним від дошлюбного прізвища її матері — Патерсон. Крім того, цей псевдонім асоціювався із американською кантрі-співачкою Петсі Монтаною. Із гуртом Піра Петсі виступала на концертних майданчиках мерілендських міст Брансвік та Гейґерстаун. У цей час музичні виступи забезпечили Петсі постійну зайнятість, і вона вже змогла покинути роботу продавчині газованої води у Вінчестері. Між Петсі та Білом Піром виник роман, що обурювало її матір, оскільки Пір був одруженим. У той же час у Петсі зав'язались стосунки із Джеральдом Клайном, який працював у будівельному бізнесі. У грудні 1952 року Петсі із Джеральдом заручились, а у березні 1953 — одружились. Переїхали до міста Фредерік у Меріленді.
Попри шлюб Петсі, її роман з Білом Піром продовжувався. Пір вважав, що Петсі має стати зіркою, та готував її до зіркової слави. У 1953 році Пір почав оплачувати записи Петсі на демодиски та розсилати їх лейблам. Демодиском Клайн зацікавилась каліфорнійська компанія звукозапису Four-Star Records. У 1954 році Пір забезпечив для Петсі контракт із Four-Star Records, яка також була музичним видавцем. За контрактом Петсі отримувала роялті у розмірі 2.34 відсотків, а також 50 доларів за кожну записану пісню. Крім того, у 1954 році Клайн разом із Піром поїхала до Нью-Йорка, щоб пройти прослуховування для телевізійної програми Arthur Godrey's Talent Scouts. Петсі успішно пройшла прослуховування, однак відповідальні за програму хотіли бачити у програмі лише її, без музичного гурту Піра, з яким вона прийшла на прослуховування. Петсі відмовилась виступати без свого гурту. Клайн записала свої перші пісні в січні 1955 року на лейблі Decca Records у Нашвіллі, Теннессі. Записи Петсі Клайн були спродюсовані лідером поп-гурту Оуеном Бредлі, який пізніше очолив підрозділ Decca Records в Нашвіллі. Four-Star Records планувала зробити з Клайн поп-зірку, але вона хотіла співати лише кантрі-пісні. Першим релізом Петсі Клайн у липні 1955 року стала балада «Церква, суд, а потім прощання» (англ. A Church, a Courtroom, and Then Goodbye).

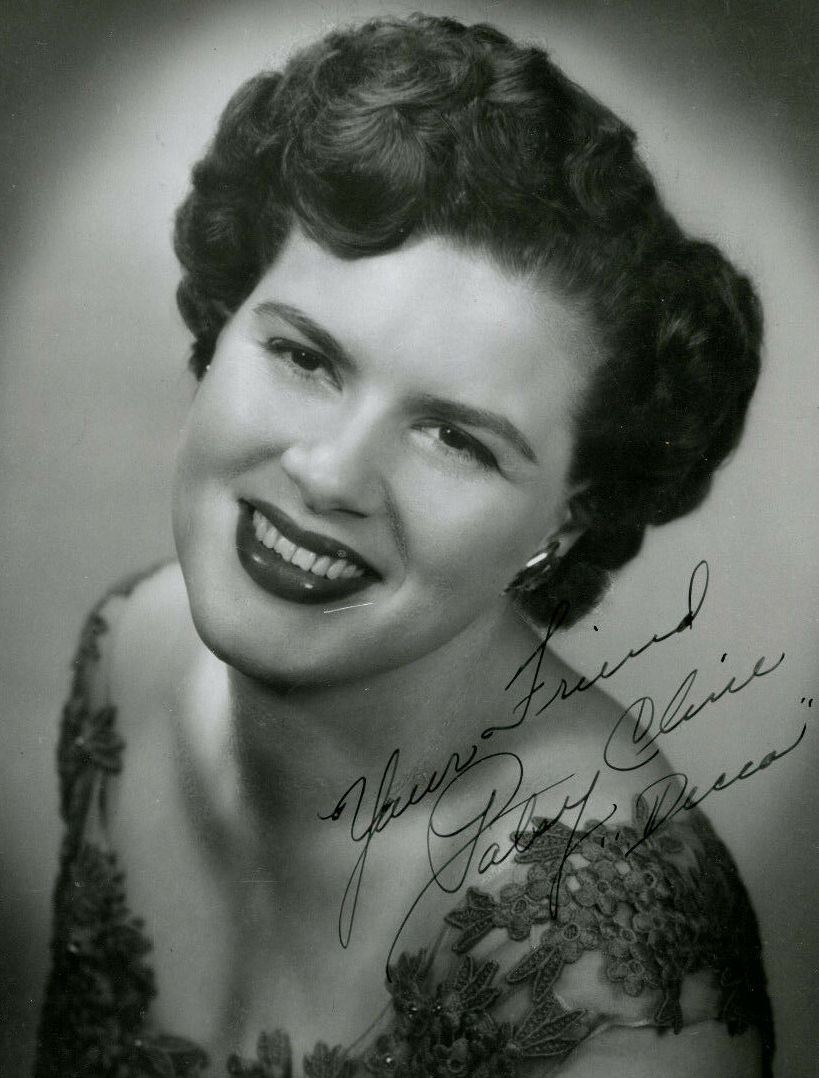
Петсі Клайн. Приблизно 1957 рік

У 1955 році Петсі Клайн розірвала стосунки із Білом Піром, а також пішла з його гурту. У тому ж році вона почала виступати у телевізійній музичній програмі Town and Country Jamboree, за що отримувала 50 доларів на тиждень. У 1956 році Клайн випустила свій перший великий хіт — пісню «Гуляючи після півночі» (англ. Walkin' After Midnight). Цікаво, що самій виконавиці пісня не подобалась, і вона погодилась записати її під тиском Four-Star Records. Крім того, у 1956 році Клайн подовжила свій контракт з Four-Star Records, яким вона буде зв'язана до 1960 року. У січні 1957 року вона стрімко стала популярною після того, як заспівала «Гуляючи після півночі» на програмі Артура Ґодфрі Arthur Godrey's Talent Scouts, що транслювалась на каналі CBS. Пісня стала кантрі- та поп-хітом — першим для кантрі-співачки. У квітні 1957 року пісня посіла другу і дванадцяту позицію, відповідно, в чарті кантрі-музики та чарті поп-музики, що складались американським музичним журналом Billboard.
Після виступу у програмі Артура Ґодфрі Петсі Клайн вирушила в тур: вона виступала у Спрингфілді, Міссурі; Нашвіллі, Теннессі; Лос-Анджелесі, Каліфорнія; Нью-Йорку; Філадельфії, Пенсільванія; Балтиморі, Меріленд; та Вашингтоні. Клайн також виступала у Південній Кароліні, Флориді, Джорджії. У той же час Four-Star Records та Decca Records спішили випустити альбом Клайн, щоб заробити на успіху, який прийшов до Клайн у 1957 році. У серпні 1957 році вийшов перший альбом Клайн, до якого увійшов її перший хіт «Гуляючи після півночі». Впродовж 19-ти тижнів альбом фігурував у чарті, складеному американським музичним журналом Billboard, із піком на 17-ій позиції. У тому ж році Петсі розлучилась із Джеральдом Клайном та пошлюбила Чарльза Діка. У 1959 році Петсі з Чарльзом та маленькою донькою переїхала до Нашвілла, Теннесі.
У 1960 році Клайн стала членкинею «Гранд ол опрі», однак аж до 1961 року не могла повторити успіх, якого досягла із хітом «Гуляючи після півночі». Після того як Клайн стала членом «Гранд ол опрі», її менеджером став Ренді Г'юз. Коли у 1960 році сплив строк її контракту із Four-Star Records, вона одразу ж підписала контракт із Decca Records. У листопаді 1960 року вона записала пісню «Я розбиваюся на дрізки» (англ. I Fall to Pieces). Клайн зневажала цю пісню, але за шість місяців пісня мала величезний успіх у кантрі та поп-чартах, ставши кантрі-піснею номер один за версією американського музичного журналу Billboard і обігнавши Елвіса Преслі в поп-чартах.

### Пік кар'єри (1961—1963)

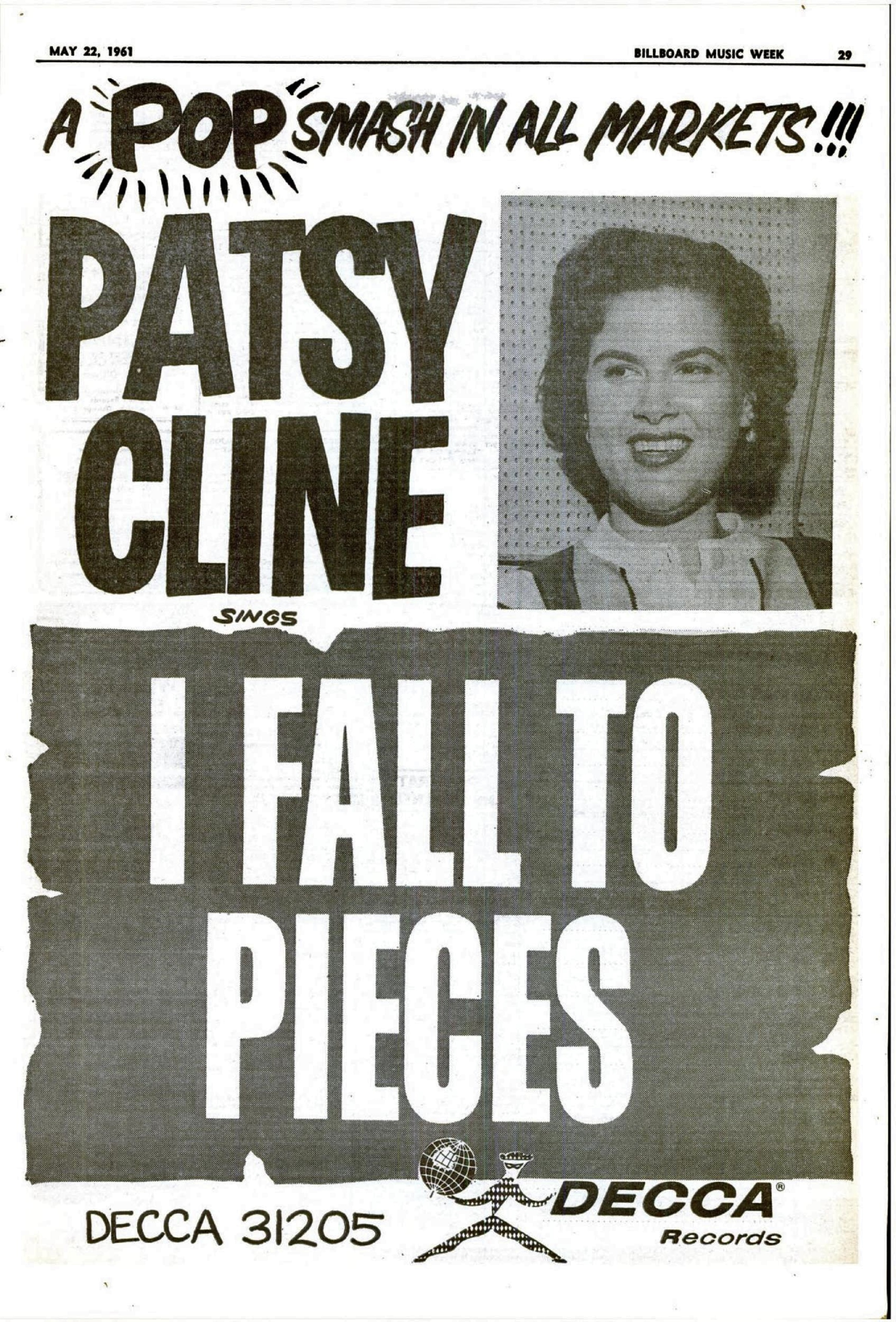
Реклама пісні «Я розбиваюся на дрізки» у журналі Billboard, 1961 рік

Після успіху пісні «Я розбиваюся на дрізки», яка вийшла в 1961 році, популярність Петсі Клайн знову зростає. У травні 1961 року пісня займала першу позицію у локальному нашвіллському чарті. Крім того, зростають і її гонорари: якщо раніше Петсі платили 50 доларів США за виступ, то зараз її виступ став коштувати 350 доларів США. У 1961 році Петсі Клайн знайомиться із двома співачками, які стануть її кращими подругами — Дотті Вест та Лореттою Лін. Дотті Вест була дружиною гітариста, якого Клайн іноді брала в тури.
У червні 1961 року Клайн отримала важкі травми в автомобільній катастрофі. Перебуваючи в лікарні, вона почула, як 26-річна співачка Лоретта Лін заспівала її пісню «Я розбиваюся на дрізки» і присвятила своє виконання Петсі. Клайн була зворушена цим, і попросила свого чоловіка зв'язатись зі співачкою та подякувати їй, і передати, що вона б хотіла з нею зустрітись. Лоретта відвідала Петсі у лікарні.

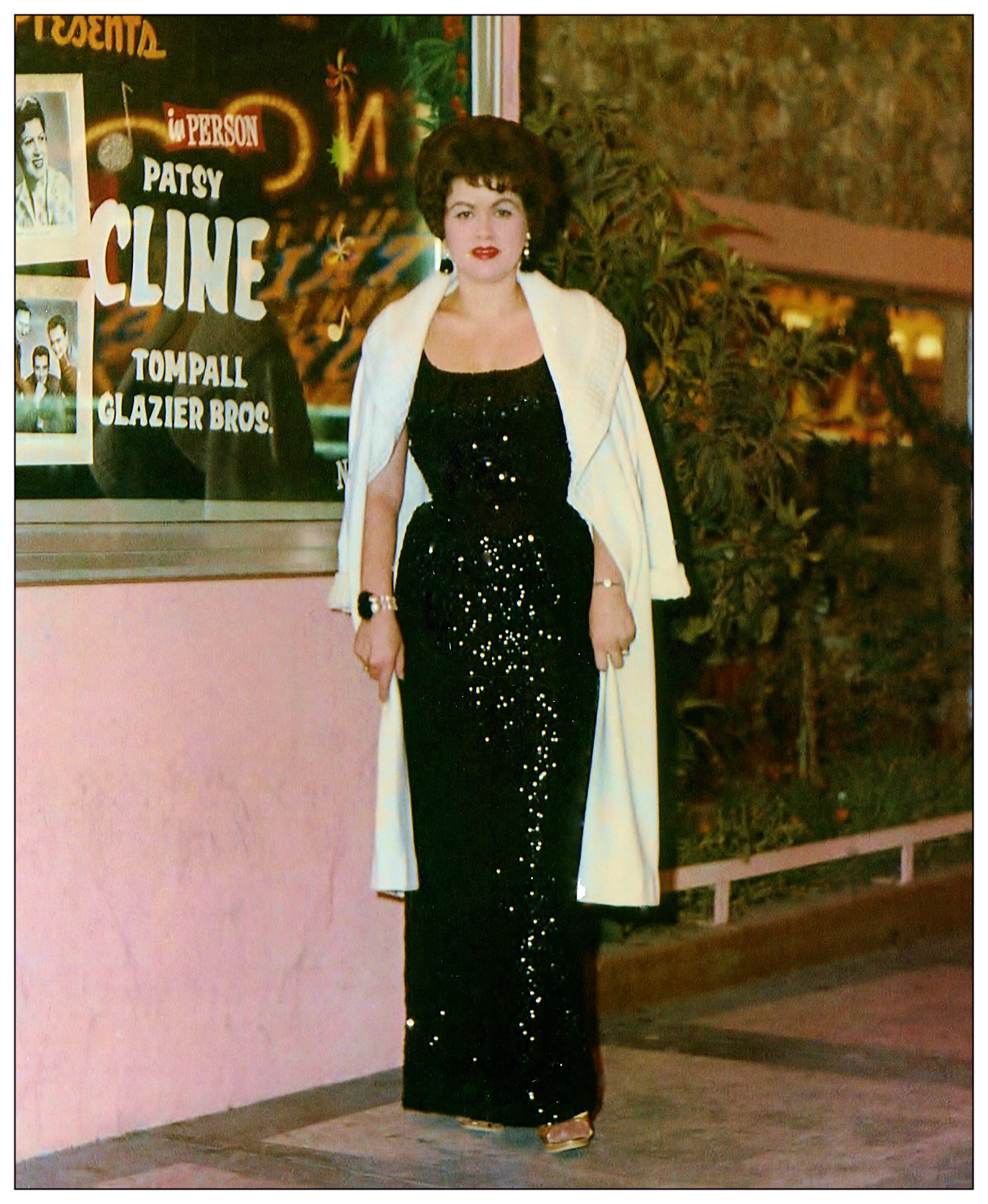
Петсі Клайн у Лас-Вегасі, 1962 рік

Через три місяці після автокатастрофи Клайн повернулась до роботи. У серпні 1961 року вона почала записувати пісні, серед яких була пісня «Божевільна» (англ. Crazy). Спочатку вона була рішуче налаштована проти запису цієї пісні, яку написав тодішній новачок у Нашвіллі Віллі Нельсон. Оуен Бредлі, голова нашвіллського відділення лейблу Decca Records, вмовив її записати пісню Нельсона. Пісня вийшла в жовтні 1961 року, і одразу ж стала хітом. У перші тижні грудня 1961 року «Божевільна» зайняла дев'яту позицію у кантрі-чартах, а у січні 1962 — другу позицію у поп-чартах. У листопаді 1961 року лейбл Decca Records випустив другий альбом Клайн, до якого увійшли її хіти «Я розбиваюся на дрізки» та «Божевільна», а також перероблена версія пісні «Гуляючи після півночі».
Знехтувавши рекомендацією лікаря, Петсі Клайн почала гастролювати раніше. У листопаді 1961 року виступила у Карнеґі-холі, де заспівала п'ять пісень, включаючи три своїх хіти. У грудні 1961 року вона виступала у Вінніпезі, Канада, а також у Біллінгсі, Монтана. Зрештою, в грудні 1962 в неї діагностували нервовий зрив. Лікарі прописали їй постільний режим протягом двох тижнів. У січні 1962 року Decca Records випустив пісню «Ти у неї на гачку» (англ. She's Got You), і Клайн вирушила у гастрольний тур, щоб просунути пісню. У січні 1962 року Клайн гастролювала Середнім Заходом США разом із співаком Джонні Кешем. Вони виступали в маленьких містечках Південної Дакоти, Індіани, а також у великих залах у Чикаго та Канзас-сіті.
У лютому 1962 року Клайн повернулась до звукозаписуючої студії, де записувала пісні для свого наступного альбому. Ренді Г'юз, менеджер співачки, зважаючи на її щільний гастрольний графік, придбав невеликий літак Comanche 250. Вже з кінця березня 1960 року Клайн переміщувалась в гастрольних турах на цьому літаку. У червні 1962 року Клайн виступила у великому концертному залі Голлівуд-боул. У серпні 1962 року лейбл Decca Records випустив третій альбом Клайн. У листопаді 1962 року Клайн протягом 35 ночей виступала в одному з престижних казино Лас-Вегаса. У лютому 1963 року Петсі Клайн почала працювати над піснями для наступного запланованого альбому.

### Загибель

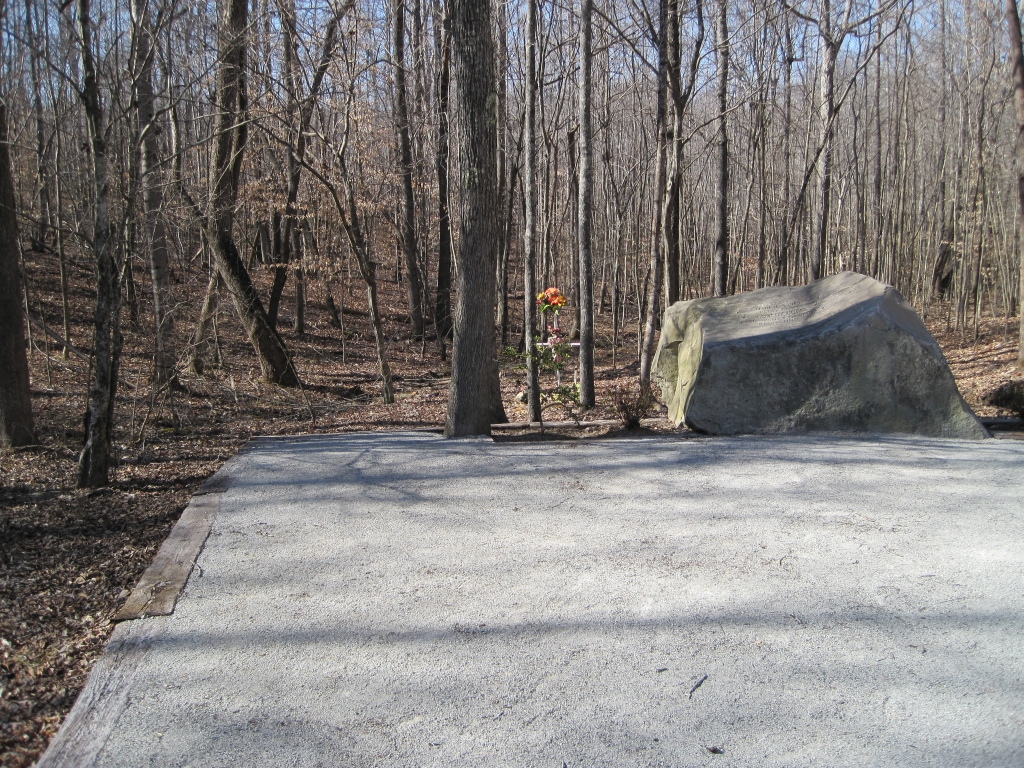
Меморіал на місці катастрофи у Камдені, Теннесі

Петсі Клайн погодилась на поспішно організований виступ у Канзас-сіті, Канзас, який відбувся 3 березня 1963 року. Оскільки в неї одним за одним були виступи у Новому Орлеані та Бірмінгемі, Алабама, найшвидшим способом пересування видавався літак Comanche 250 її менеджера та друга Ренді Г'юза. Після шоу Клайн дуже хотіла повернутися додому в Нашвілл, Теннессі. Однак в аеропорту, з якого вона мала вилетіти, був туман. Деякі музиканти запропонували Клайн підвезти її додому на своєму фургоні, але вона відмовилась, можливо, сподіваючись, що скоро погода поліпшиться. Проте цього не сталося, і Клайн була вимушена провести ще одну ніч у мотелі біля аеропорту. На наступний ранок погода дещо поліпшилась та Г'юз вирішив летіти, хоча в аеропорту йому рекомендували цього не робити. Г'юз обговорював можливість польоту із командою Клайн, із цих обговорень було очевидним, що Клайн дуже спішила потрапити додому. Г'юз також подзвонив своїй дружині у Нашвілл і спитав про місцеву погоду, та відповіла, що спочатку був дощ та шторм, а потім дощ припинився. Безпосередньо перед вильотом Г'юз ще раз запитав інформацію про погоду.
Літак із Петсі Клайн, який пілотував Г'юз, злетів у сутінки 5 березня 1963 року о 6:07 вечора. Приблизно через 20 хвилин, згідно зі звітом про розслідування, свідок поблизу Камдена, Теннессі, почув шум літака. Він спостерігав, як літак знижувався з низьких хмар під орієнтовним кутом 45 градусів носом вниз. Тоді він почув глухий удар. Уламки були розкидані по дорозі довжиною 166 футів і шириною 130 футів. Сила удару не залишила нічого неушкодженого. Звістка про аварію швидко поширилася. Після того, як тіла були вивезені, на місці події з'явились мародери, які забрали одяг, коштовності, музичні інструменти та частини літака. Слідчі не знайшли нічого, що вказувало б на те, що з літаком щось не так. На момент аварії двигун розвивав нормальну потужність. Комісія дійшла висновку, що «пілот без допуску на посадку за приладами спробував візуальний політ у несприятливих умовах, що призвело до втрати контролю», і поклала провину на «розсудливість пілота під час початку польоту в існуючих умовах».

## Посмертна популярність
У 1980-х відновлюється інтерес до творчості та особистості Петсі Клайн завдяки Голлівуду. Так, у 1980 році вийшов музичний фільм про життя Лоретти Лін «Дочка шахтаря», який неочікувано став дуже популярним. Цікаво, що саундтрек для фільму створив колишній продюсер Клайн Оуен Бредлі. Після виходу фільму мільйони фанатів творчості Клайн почали купувати її записи.
У 1985 році вийшов фільм «Солодкі мрії» про життя Петсі Клайн. Фільм не став хітом, однак Джессіка Ленґ, акторка, що грала Петсі, була номінована на премію «Оскар». Фільм не сподобався чоловіку Петсі, Чарльзу Діку, і у відповідь він створив документальний фільм «Справжня Петсі Клайн» (англ. The Real Patsy Cline), який вийшов у 1986 році. Хоча «Солодкі мрії» не був дуже популярним фільмом, він сприяв зростанню інтересу до творчості Клайн. У 1986 році випущений посмертно у 1967 році альбом «Найкращі хіти Петсі Клайн» (англ. Patsy Cline's Greatest Hits) став золотим. У серпні 1987 року лейбл MCA Records перевипустив «Найкращі хіти Петсі Клайн», який увійшов до топ альбомів кантрі-музики за версією музичного журналу Billboard.
Інтерес до творчості Клайн продовжувався і в 1990-ті. У 1996 році видання Country Weekly повідомляло, що за 215 тижнів було продано більше ніж 7 мільйонів одиниць альбому із хітами Клайн «12 найкращих хітів» (англ. 12 Greates Hits). Клайн стала найбільш продаваною кантрі-співачкою. У 2004 році альбом «12 найкращих хітів» увійшов до Книги рекордів Гіннеса як альбом, який впродовж найбільшої кількості тижнів перебував у американських чартах: 722 тижні, з яких протягом 251 тижня перебував на першій позиції.

## Номінації та нагороди
У листопаді 1961 року на фестивалі кантрі-музики The WSM Country Music Festival у Нашвіллі, Теннессі, Клайн отримала приз «Найулюбленіша співачка». У тому ж році музичний журнал Billboard також присвоїв Клайн звання «Найулюбленішою артистки».

## Особисте життя
Петсі Клайн офіційно розлучилась із своїм першим чоловіком Джеральдом Клайном у 1957 році. Однак навіть до офіційного розлучення пара часто жила окремо. Під час юридичного процесу Джеральд Клайн стверджував, що Петсі покидала його чотири рази: перші два — на кілька тижнів, третій — на шість місяців, а останній — назавжди.
У Петсі та Джеральда не було дітей. У 1957 році Петсі Клайн пошлюбила за Чарльза Діка. З ним мала двох дітей.

## Дискографія

### Студійні альбоми
- 1957: «Петсі Клайн» (англ. Patsy Cline)
- 1961: «Вітрина Петсі Клайн» (англ. Patsy Cline Showcase)
- 1962: «Ніжно ваша» (англ. Sentimentally Yours)

### Посмертні студійні альбоми
- 1964: «Портрет Петсі Клайн» (англ. A Portrait of Patsy Cline)
- 1964: «Так починається душевний біль» (англ. That's How a Heartache Begins)
- 1980: «Завжди» (англ. Always)

### Посмертні збірні альбоми
- 1963: «Історія Петсі Клайн» (англ. The Patsy Cline Story)
- 1965 «Ось Петсі Клайн» (англ. Here's Patsy Cline)
- 1967: «Найкращі хіти Петсі Клайн» (англ. Patsy Cline's Greatest Hits)
- 1988: «12 Найкращих хітів» (англ. 12 Greatest Hits)
- 1991: «Колекція Петсі Клайн» (англ. The Patsy Cline Collection)
- 2000: «Остаточна Колекція» (англ. The Ultimate Collection)
- 2003: «Пам'ятаючи Петсі Клайн» (англ. Remembering Patsy Cline)
- 2004 «Канонічна колекція» (англ. The Definitive Collection)

## Вплив Клайн
Творчість Клайн вплинула на творчість багатьох співаків у стилі кантрі, а також поп-співаків. Так, творчість Клайн вплинула на творчість кантрі-співачок Тріши Єрвуд, Мартіни Макбрайд, k.d.lang та поп-співачки Тейлор Свіфт. Крім того, Клайн вплинула на творчість гуртів Katie Ellen та Ha*Ash.

## Вшанування пам'яті
У 1973 році Петсі Клайн стала лауреаткою Зали слави кантрі-співаків. У 1977 році подруга Клайн та кантрі-співачка Лоретта Лінн присвятила Клайн альбом, назвавши його «Я пам'ятаю Петсі» (англ. I remember Patsy). У 1993 році Поштова служба США вшанувала Клайн, випустивши поштову марку із її зображенням. У 1994 році Клайн стала лауреатом Зали слави жінок-ковбоїв. У 1995 році Клайн посмертно була присвоєна Премія Греммі за життєві досягнення. У 1999 році на Голлівудській алеї слави було відкрито зірку, присвячену Петсі Клайн. У 2003 році лейбл MCA Nashville випустив на честь Клайн альбом «Пам'ятаючи Петсі Клайн» (англ. Remembering Patsy Cline).
У 2003 році альбом з піснями Клайн «Остаточна колекція», випущений у 2003 році, увійшов до списку 500 найкращих альбомів за версією журналу Rolling Stone, в якому зайняв 229 місце. У 2010 році Клайн увійшла до списку 100 великих співаків за версією журналу Rolling Stone, в якому зайняла 46 місце. Крім того, Клай зайняла 12 місце у списку 100 великих кантрі-музикантів за версією Rolling Stone. У списку 200 найкращих виконавців світу, складеному Rolling Stone у 2023 році, Клайн зайняла 13 місце.
У 2017 році у Нашвіллі, Теннессі, був відкритий Музей Петсі Клайн.

## В популярній культурі
Петсі Клайн грали наступні акторки в кіно:
- Беверлі Д'Анджело у американському музичному фільмі 1980 року «Дочка шахтаря» (англ. Coal Miner's Daughter)[23]
- Джессіка Ленґ у американському фільмі 1985 року «Солодкі мрії»[24]
- Аліса Кріге у американському фільмі 1988 року «Баха Оклахома» (англ. Baja Oklahoma)[25]
- Тір Маєрс у американському телефільмі 1995 року «Великі мрії та розбиті серця: історія Дотті Вест» (англ. Big Dreams and Broken Hearts: The Dottie West Story)[26]
- Меґан Гілті у американському фільмі 2019 року «Петсі та Лоретта» (англ. Patsy & Loretta)[27]